# Dennis Muilenburg
Dennis A. Muilenburg (Orange City, Florida, 1964) es un empresario norteamericano. Fue director ejecutivo de Boeing desde el  1 de julio de 2015 hasta el 3 de diciembre de 2019, cuando fue despedido por David Calhoun, presidente del directorio de la empresa tras los escándalos causados por los accidentes del avión 737 MAX.

## Carrera
Creció en una familia de descendientes de holandeses. Estudió Ingeniería Aeroespacial en la Iowa Universidad Estatal, y un máster en Aeronáutica y Astronáutica de la Universidad de Washington.
Trabajó en Boeing desde 1985. Ha desempeñado diferentes cargos en diferentes programas de esa empresa, incluyendo el X-32 (del programa Joint Strike Fighter), donde Boeing participó en la construcción del caza Lockheed Martin F-22 Raptor, el sistema de armas Boeing YAL-1, el avión supersónico High Speed Civil Transport y el avión de reconocimiento no tripulado Boeing Condor.
Fue vicepresidente de la división de Sistemas de Combate de Boeing. Desde 2009 hasta 2015, además de presidente y director ejecutivo de Boeing Integrated Defense Systems (hoy Boeing Defense, Space & Security).

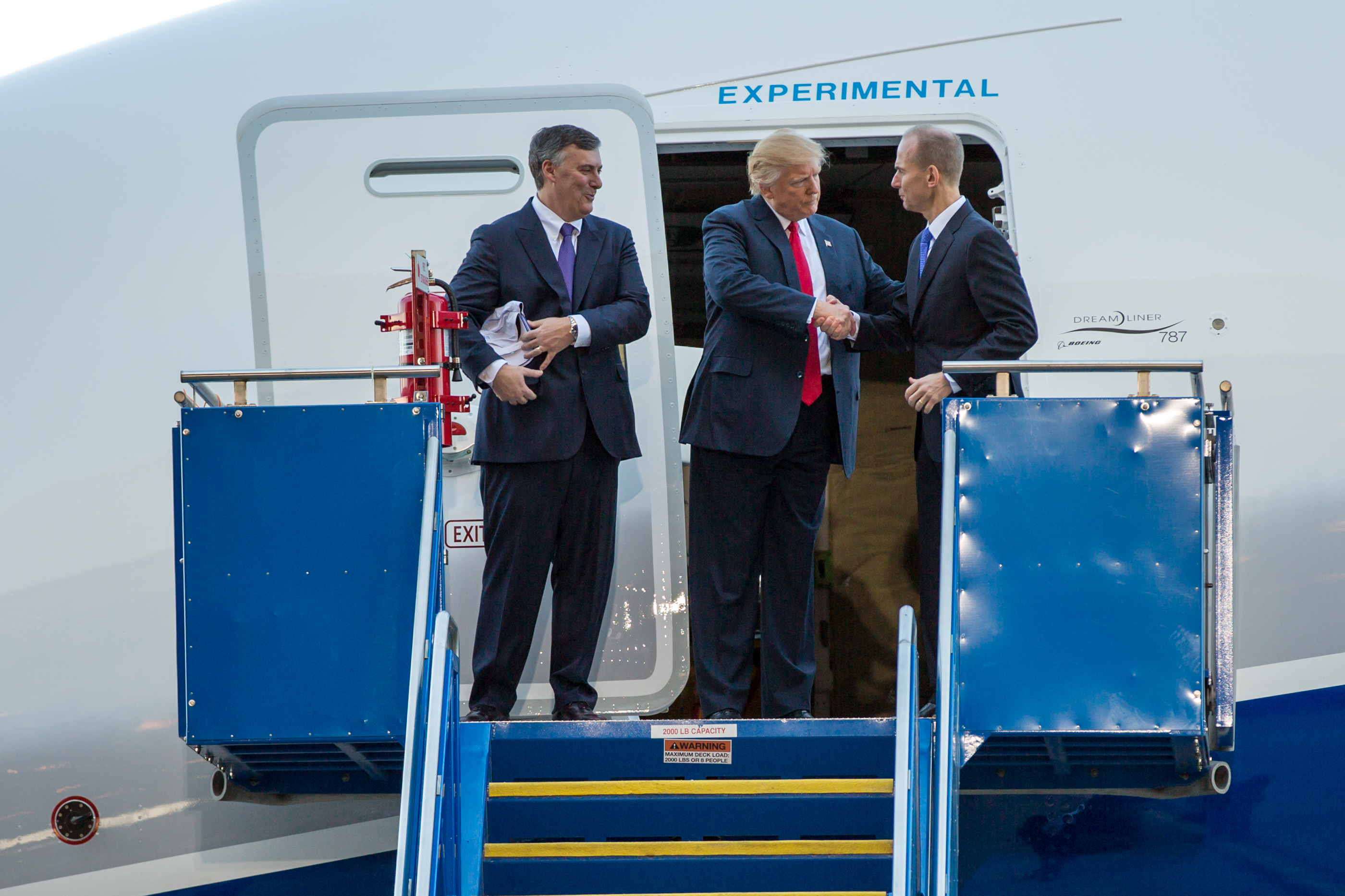
Inauguración del 787-10 Dreamliner con el presidente de Estados Unidos, Donald Trump.

El 23 de diciembre de 2019 fue destituido de su cargo como CEO de Boeing como consecuencia de la muerte de 346 personas en los accidentes del Boeing 737 Max ocurridos en Indonesia y Etiopía. Durante su cargo en la empresa Boeing se instaló el sistema de seguridad clave llamado MCAS (sin embargo este sistema fue omitido en el manual de los pilotos y tampoco se instruyó a los pilotos en su manejo en vuelos simulados). Por otro lado, la Administración Federal de Aviación (FAA) no supervisó ni certificó el Sistema de Aumento de Características de Maniobra automatizado (MCAS). En septiembre de 2020, tras 18 meses de investigación, el informe del Congreso de los EE. UU. concluyó en un duro alegato afirmando que los accidentes "fueron la terrible culminación de una serie de presunciones técnicas defectuosas de los ingenieros de Boeing, una falta de transparencia por parte de la gerencia (de la compañía) y una supervisión extremadamente insuficiente por parte de la FAA".